# Championnats de France de natation 2004
Les Championnats de France de natation en grand bassin 2004 se sont déroulés du 18 au 25 avril 2004 à Dunkerque dans le Nord.

## Podiums

### Hommes
| Discipline           | Or                                                                               | Temps             | Argent                                                                                        | Temps          | Bronze                                                                             | Temps          |
| Nage libre           |                                                                                  |                   |                                                                                               |                |                                                                                    |                |
| 50 m                 | David Maitre CS Clichy                                                           | 22 s 51           | Julien Sicot CS Clichy                                                                        | 22 s 67        | Frédérick Bousquet CS Clichy                                                       | 22 s 74        |
| 100 m                | Frédérick Bousquet CS Clichy                                                     | 49 s 39           | Amaury Leveaux Mulhouse ON                                                                    | 49 s 83        | Romain Barnier CN Antibes                                                          | 49 s 85        |
| 200 m                | Amaury Leveaux Mulhouse ON                                                       | 1 min 50 s 05     | Romain Barnier CN Antibes                                                                     | 1 min 50 s 52  | Nicolas Rostoucher Mulhouse ON                                                     | 1 min 50 s 59  |
| 400 m                | Nicolas Rostoucher Mulhouse ON                                                   | 3 min 51 s 12     | Sébastien Rouault CNO Saint-Germain-en-Laye                                                   | 3 min 52 s 24  | Sylvain Cros CS Clichy 92                                                          | 3 min 54 s 81  |
| 1500 m               | Nicolas Rostoucher Mulhouse ON                                                   | 15 min 12 s 14    | Sébastien Rouault CNO Saint-Germain-en-Laye                                                   | 15 min 25 s 95 | Sylvain Cros CS Clichy 92                                                          | 15 min 30 s 69 |
| Dos                  |                                                                                  |                   |                                                                                               |                |                                                                                    |                |
| 50 m                 | Simon Dufour Montpellier ANUC                                                    | 26 s 67           | Pierre Roger Dauphins Toulouse OEC                                                            | 26 s 75        | Mathieu Lacome Olympic Nice Natation                                               | 26 s 80        |
| 100 m                | Simon Dufour Montpellier ANUC                                                    | 55 s 69           | Pierre Roger Dauphins Toulouse OEC                                                            | 55 s 98        | Mathieu Lacome Olympic Nice Natation                                               | 55 s 77        |
| 200 m                | Simon Dufour Montpellier ANUC                                                    | 2 min 00 s 46     | Pierre Roger Dauphins Toulouse OEC                                                            | 2 min 03 s 41  | Romain Maire Alliance Dijon Natation                                               | 2 min 03 s 59  |
| Brasse               |                                                                                  |                   |                                                                                               |                |                                                                                    |                |
| 50 m                 | Hugues Duboscq CN Le Havre                                                       | 28 s 21           | Nicolas Canivet Girondins Bordeaux                                                            | 29 s 06        | Marc Lafosse Girondins Bordeaux                                                    | 29 s 16        |
| 100 m                | Hugues Duboscq CN Le Havre                                                       | 1 min 00 s 90     | Stéphan Perrot CS Clichy 92                                                                   | 1 min 02 s 77  | Yohan Bernard CN Cannes                                                            | 1 min 03 s 17  |
| 200 m                | Hugues Duboscq CN Le Havre                                                       | 2 min 14 s 51     | Stéphan Perrot CS Clichy 92                                                                   | 2 min 15 s 22  | Yohan Bernard CN Cannes                                                            | 2 min 15 s 23  |
| Papillon             |                                                                                  |                   |                                                                                               |                |                                                                                    |                |
| 50 m                 | Frédérick Bousquet CS Clichy 92                                                  | 23 s 98           | Antoine Galavtine Racing Club de France / ASPTT                                               | 24 s 62        | Christophe Lebon CN Antibes                                                        | 24 s 44        |
| 100 m                | Franck Esposito CN Antibes                                                       | 52 s 91           | Frédérick Bousquet CS Clichy 92                                                               | 53 s 35        | Christophe Lebon CN Antibes                                                        | 54 s 00        |
| 200 m                | Joanes Hedel Dunkerque Natation                                                  | 2 min 01 s 77     | Paul-Jean Bertrand CN Melun-Dammarie                                                          | 2 min 01 s 94  | Romain Sassot CN Chalon-sur-Saône                                                  | 2 min 03 s 82  |
| 4 nages              |                                                                                  |                   |                                                                                               |                |                                                                                    |                |
| 200 m                | Nicolas Rostoucher Mulhouse ON                                                   | 2 min 03 s 60     | Xavier Marchand Dauphins Toulouse OEC                                                         | 2 min 04 s 25  | Fabien Horth Aqua Club Pontault-Roissy                                             | 2 min 04 s 60  |
| 400 m                | Yannick Bignon Dauphins Obernai                                                  | 4 min 22 s 33     | Pierre Henri CN Melun-Dammarie                                                                | 4 min 22 s 77  | Xavier Marchand Dauphins Toulouse OEC                                              | 4 min 26 s 85  |
| Relais               |                                                                                  |                   |                                                                                               |                |                                                                                    |                |
| 4 × 100 m nage libre | CS Clichy 92 Frédérick Bousquet Davy Teinturier Julien Sicot Cédric Borghesi     | 3 min 20 s 30 NRn | Racing Club de France / ASPTT Salim Iles Sébastien Billon Geoffrey Jolivard Antoine Galavtine | 3 min 24 s 12  | C Vikings de Rouen Youri Jules Adil Bellaz Sébastien Bodet Fabien Gilot            | 3 min 24 s 31  |
| 4 × 200 m nage libre | Dauphins Toulouse OEC Walter Monberge Loïc Branda Christophe Rovira Pierre Roger | 7 min 33 s 62     | Montpellier ANUC Christophe Soulier Jean-Yves Faure Florian Pilisi Simon Dufour               | 7 min 35 s 79  | CN Marseille Guillem Riand Olivier Saminadin Matthieu Charrier Raouf Benabid       | 7 min 35 s 89  |
| 4 × 100 m 4 nages    | CS Clichy 92 Sylvain Cros Stéphan Perrot Frédérick Bousquet Julien Sicot         | 3 min 44 s 86     | Racing Club de France / ASPTT François Hec Malik Fall Antoine Galavtine Salim Iles            | 3 min 48 s 98  | Montpellier ANUC Simon Dufour Tony de Pellegrini Frédéric Sessa Christophe Soulier | 3 min 49 s 31  |

### Femmes
| Discipline           | Or                                                                                              | Temps         | Argent                                                                                            | Temps         | Bronze                                                                                              | Temps         |
| Nage libre           |                                                                                                 |               |                                                                                                   |               | |               |
| 50 m                 | Malia Metella USLM Pacoussines-Cayenne                                                          | 25 s 01       | Aurore Mongel Mulhouse ON                                                                         | 25 s 93       | Elsa N'Guessan SPN Poitiers                                                                         | 25 s 97       |
| 100 m                | Malia Metella USLM Pacoussines-Cayenne                                                          | 55 s 22       | Aurore Mongel Mulhouse ON                                                                         | 55 s 92       | Céline Couderc CN Cévennes Alès                                                                     | 56 s 07       |
| 200 m                | Solenne Figuès de Sainte Marie Dauphins Toulouse OEC                                            | 1 min 58 s 36 | Céline Couderc CN Cévennes Alès                                                                   | 2 min 01 s 91 | Katarin Quelennec CN Brest                                                                          | 2 min 01 s 95 |
| 400 m                | Laure Manaudou CN Melun-Dammarie                                                                | 4 min 08 s 72 | Sophie Huber CN Sarreguemines                                                                     | 4 min 16 s 67 | Laetitia Choux Dauphins Toulouse OEC                                                                | 4 min 16 s 68 |
| 800 m                | Laure Manaudou CN Melun-Dammarie                                                                | 8 min 31 s 21 | Sophie Huber CN Sarreguemines                                                                     | 8 min 48 s 66 | Laura Blomme Racing Club de France / ASPTT                                                          | 8 min 53 s 10 |
| Dos                  |                                                                                                 |               |                                                                                                   |               | |               |
| 50 m                 | Laure Manaudou CN Melun-Dammarie                                                                | 29 s 11       | Alexandra Putra Dauphins Toulouse OEC                                                             | 29 s 53       | Esther Baron EP Manosque                                                                            | 29 s 98       |
| 100 m                | Laure Manaudou CN Melun-Dammarie                                                                | 1 min 00 s 64 | Alexandra Putra Dauphins Toulouse OEC                                                             | 1 min 02 s 37 | Roxana Maracineanu Mukhouse ON                                                                      | 1 min 02 s 85 |
| 200 m                | Roxana Maracineanu Mulhouse ON                                                                  | 2 min 13 s 47 | Alexandra Putra Dauphins Toulouse OEC                                                             | 2 min 13 s 90 | Esther Baron EP Manosque                                                                            | 2 min 16 s 73 |
| Brasse               |                                                                                                 |               |                                                                                                   |               | |               |
| 50 m                 | Delphine Leprest CN Melun-Dammarie                                                              | 32 s 83       | Anne-Sophie Le Paranthoën CS Clichy 92                                                            | 32 s 90       | Estelle Nolot Grenoble UC Natation                                                                  | 32 s 95       |
| 100 m                | Laurie Thomassin CN Carpentras                                                                  | 1 min 11 s 08 | Anne-Sophie Le Paranthoën CS Clichy 92                                                            | 1 min 11 s 25 | Élise Jounault NC Echirolles                                                                        | 1 min 11 s 89 |
| 200 m                | Marjorie Distel CN Melun-Dammarie                                                               | 2 min 34 s 00 | Sophie de Ronchi EP Manosque                                                                      | 2 min 35 s 11 | Coralie Dobral SO Rosny                                                                             | 2 min 35 s 57 |
| Papillon             |                                                                                                 |               |                                                                                                   |               | |               |
| 50 m                 | Fanny Leclercq CN Antibes                                                                       | 27 s 78       | Diane Bui Duyet CN Melun-Dammarie                                                                 | 27 s 83       | Audrey Parra NC Echirolles                                                                          | 28 s 16       |
| 100 m                | Aurore Mongel Mulhouse ON                                                                       | 59 s 51       | Malia Metella USLM Pacoussines-Cayenne                                                            | 59 s 78       | Diane Bui Duyet CN Melun-Dammarie                                                                   | 1 min 01 s 10 |
| 200 m                | Aurore Mongel Mulhouse ON                                                                       | 2 min 11 s 68 | Laura Blomme Racing Club de France / ASPTT                                                        | 2 min 17 s 00 | Sarah Bey CN Chalon-sur-Saône                                                                       | 2 min 17 s 11 |
| 4 nages              |                                                                                                 |               |                                                                                                   |               | |               |
| 200 m                | Céline Cartiaux Amiens Métropole Natation                                                       | 2 min 15 s 75 | Laure Manaudou CN Melun-Dammarie                                                                  | 2 min 15 s 82 | Fanny Leclercq CN Antibes                                                                           | 2 min 18 s 51 |
| 400 m                | Céline Cartiaux Amiens Métropole Natation                                                       | 4 min 51 s 79 | Sophie de Ronchi EP Manosque                                                                      | 4 min 54 s 32 | Cylia Vabre Montélimar Nautic Club                                                                  | 4 min 54 s 52 |
| Relais               |                                                                                                 |               |                                                                                                   |               | |               |
| 4 × 100 m nage libre | CS Clichy 92 Mariya Shcherba Angéla Tavernier Hanna Shcherba-Lorgeril Alena Popchanka           | 3 min 44 s 12 | Dauphins Toulouse OEC Solenne Figuès de Sainte Marie Coralie Balmy Laetitia Choux Magali Monchaux | 3 min 46 s 35 | CN Melun-Dammarie Nicole Zahnd Davina Mourer Destiny Lauren Laure Manaudou                          | 3 min 53 s 58 |
| 4 × 200 m nage libre | CS Clichy 92 Alena Popchanka Mariya Shcherba Johanna Martinez-Gabet Lorgeril-Shcherba Hanna     | 8 min 20 s 38 | EN Tours Alicia Bozon Clara Bozon Julie Carmignani Céline Page                                    | 8 min 33 s 19 | Montpellier ANUC Khadija Schmitt Myriam Faye Géraldine Fouraison Sabrina Tressere                   | 8 min 36 s 64 |
| 4 × 100 m 4 nages    | CS Clichy 92 Lorgeril-Shcherba Hanna Anne-Sophie Le Paranthoën Alena Popchanka Angéla Tavernier | 4 min 11 s 89 | CN Melun-Dammarie Laure Manaudou Marjorie Distel Diane Bui Duyet Davina Mourer                    | 4 min 14 s 39 | Dauphins Toulouse OEC Alexandra Putra Anne Amardeilh Solenne Figuès de Sainte Marie Magali Monchaux | 4 min 16 s 01 |